# Volodimir Holubnitji
Volodimir Holubnitji (ukrainska: Володимир Степанович Голубничий), född 2 juni 1936 i Sumy, Ukrainska SSR, Sovjetunionen, död 16 augusti 2021 i Sumy, Ukraina, var en sovjetisk friidrottare inom gång.
Han vann guld vid olympiska sommarspelen 1960 i Rom och vid olympiska sommarspelen 1968 i Mexico City, bronsmedalj vid olympiska sommarspelen 1964 i Tokyo och OS-silver på 20 kilometer gång vid friidrottstävlingarna 1972 i München.